# Faro de Sidi Ifni
El faro de Sidi Ifni es un faro situado en la ciudad de Sidi Ifni, en la región de Guelmim-Río Noun, Marruecos. Está gestionado por la autoridad portuaria y marítima del Ministère de l'équipement, du transport, de la logistique et de l'eau.

## Historia
Sidi Ifni y sus alrededores fueron una antigua provincia colonizada por España desde 1934 hasta 1969. Fue la residencia del gobernador del Sahara español, por lo que se construyeron varios edificios en la ciudad. El faro probablemente se construyó en 1936. Se compone de una torre de mampostería cilíndrica cuadrada en un edificio de dos plantas.